# 1992 في السعودية
تحتوي هذه المقالة على أهم الأحداث التي شهدتها السعودية في 1992، إضافة إلى أهم الشخصيات السعودية التي وُلدت أو تُوفيت في هذه السنة.

## السياسة

### الحكم
الملك: فهد بن عبد العزيز آل سعود

### تعيينات

#### مارس:
- 12: الأمير فيصل بن عبدالله وكيلًا للحرس الوطني بالمنطقة الغربية .[1]

## أحداث
- إصدار النظام الأساسي للحكم والذي يعتبر بمثابة دستور للبلاد.[2]
- إعصار مداري يضرب الربع الخالي قادمًا من بحر العرب ومرورًا بعمان .[3]

### يناير
- 1: كأس الملك فهد 1992 الفائز منتخب الأرجنتين لكرة القدم.

### فبراير
- 5: افتتح الأمير عبدالله بن فيصل بن تركي آل سعود رئيس الهيئة الملكية للجبيل وينبع وحدة العناية المركزة للمبتسرين بالمركز الطبي للهيئة الملكية بمدينة ينبع الصناعية حيث تحوي 12 حضانة مختلفة الأحجام والأنواع .[4]
- 5: رئيس المجلس الأعلى للدولة في الجزائر محمد بو ضياف يصرح أن مساعدة الثورة الجزائرية ضد الاستعمار قد جاءت أولًا من المملكة العربية السعودية .[5]
- 11: افتتاح مستشفى حديث ومتكامل بسعة 100 سرير وبتكلفة 170 مليون ريال في العلا .[6]

### مارس
- 10: قررت الرئاسة العامة لتعليم البنات افتتاح 47 مدرسة جديدة في منطقة القصيم لمختلف المراحل الدراسية .[7]
- 15: ولي العهد الأمير عبدالله بن عبدالعزيز آل سعود يرعى حفل تسليم جائزة الملك فيصل العالمية في الرياض .[8]

### أبريل
- 4: احتراق الطفل فهد في منطقة تبوك بعدما حاول تقليد والدته في المطبخ, حيث أشعل الغاز حتى تشبع الهواء به ثم حدث الانفجار بمجرد أن استخدم المثقاب لينقل بعدها على وجه السرعة إلى المستشفى لتلقي العلاج اللازم من آثار الحروق التي أصيب بها جسده .[9]
- 4: هطول أمطار غزيرة و عواصف ثلجية من البَرد على بلدة جراب بمنطقة سدير .[10]
- 8 : تنفيذ 146 مشروعًا منتجًا للخضروات بتمويل من قروض البنك الزراعي السعودي في مناطق الرياض و جدة والقصيم و عسير و الشرقية و المدينة وحائل والجوف و الخرج و تبوك والطائف و نجران .[11]

### مايو
- 1: مجلة الرجل

### يونيو
- 1: جمعية البر بالرياض تعتمد برنامج مساعدة الشباب الغير قادرين على الزواج ويستفيد منه 100 شاب سنويًا بمعدل 20 ألف للفرد .[12]
- 1: إقامة السوق الخيري و معارض التراث والفنون لكلية التربية للإقتصاد المنزلي .[12]
- 1: إقامة مكتبة خيرية بجامع الفرقان بالطائف تتضمن عشرة آلاف عنوان .[12]
- 1: الملك فهد بن عبدالعزيز يتكفل بترميم قبة الصخرة .[12]
- 1: مصدر مسئول سعودي يرد على افتراءات تصريح الرئيس السوداني عمر البشير من أن المملكة حاولت تزويد متمردي جنوب السودان بالأسلحة حيث قال : ما قاله الرئيس السوداني عار من الصحة ويدعو للسخرية والإشمئزاز و نطالب حاكم السودان بإثبات ما ضلل به شعبه و المملكة تنأى بنفسها عن هذه الأساليب الرخيصة وأن ما قدمته المملكة للسودان يتجاوز 2.7 مليار دولار بخلاف النجدات ومبادرات خادم الحرمين الشريفين .[12]
- 10: المملكة العربية السعودية ترسل مساعدات غذائية إلى الصومال .[13]
- 23: بأمر من صاحب السمو الملكي الأمير سلمان بن عبدالعزيز أمير منطقة الرياض ورئيس اللجنة الشعبية لمساعدة أسر مجاهدي فلسطين يأمر بتحويل الدفعة السادسة من ايرادات اللجان الشعبيةإلى منظمة التحرير الفلسطينية وتشمل هذه الدفعة 4 ملايين و 768 ألف ريال .[14]

### أغسطس
- 1: مجلة هيا.
- 4: افتتاح حديقة رغدان بمنطقة الباحة والمقامة على مساحة 15 ألف م مربع وتقدر تكلفتها بـ 1.2 مليون ريال .[15]
- 5: تأسيس الهيئة السعودية للتخصصات الصحية.[16]
- 27: إيصال التيار الكهربائي إلى 500 مدينة و قرية بجيزان وعسير و نجران و اكتمال دراسات الربط الكهربائي بين دول الخليج والمرحلة الأولى تشمل المملكة العربية السعودية و دولة الكويت وقطر ومملكة البحرين .[17]
- 27: أمير الطائف يفتتح مكتبة النادي الأدبي الجديدة والتي جهزت بأحدث الأجهزة و تتضمن عشرة آلاف عنوان .[17]
- 27: المملكة العربية السعودية تقيم جسر جوي لنقل الإغاثة والمعونات الطبية إلى الصومال .[17]

### سبتمبر
- 2: نائب رئيس وزراء الشيشان انجوش يصرح لصحيفة الجزيرة السعودية : دعم المملكة لاستقلالنا ومساعدتها لنا كانا فاتحة خير و مصدر قوة لشعبنا .[18]
- 2: بدأ عملية الإحصاء السكاني لسكان البادية و مناطق المملكة العربية السعودية اشترك بها 3400 موظف عداد .[18]
- 24 : رعى الأمير سلمان بن عبدالعزيز آل سعود معرض المملكة بين الأمس واليوم الاحتفال الذي أقامه جناح المملكة في معرض اكسبو 92 الدولي والمقام حاليا في مدينة اشبيليا الأسبانية .[19]
- 30: الملك فهد بن عبدالعزيز آل سعود يبعث الأمير تركي الفيصل لمساعدة الأفغان للسير في طريق المصالحة تحت مظلة الإسلام و تمشيا مع تعاليم القرآن والسنة .[20]

## مواليد

### يناير
- 1:
  - خيرية أبو لبن ممثلة سعودي.
  - سلمان هزازي لاعب كرة قدم سعودي.
- 5 يناير – مشعل العجمي لاعب كرة قدم سعودي.
- 12: جدعان مهنا الشمري لاعب كرة قدم سعودي.
- 13: صادق الأحمد لاعب كرة قدم سعودي.
- 15: أحمد العوفي لاعب كرة قدم سعودي.
- 17: منصور حمزي لاعب كرة قدم سعودي.
- 21: ريان الحربي لاعب كرة قدم سعودي.

### فبراير
- 4: عبد الله السديري لاعب كرة قدم سعودي.
- 5: عبد الرحمن الحريب لاعب كرة قدم سعودي.
- 10: مشاري الثمالي لاعب كرة قدم سعودي.
- 14: قصي الخيبري لاعب كرة قدم سعودي.
- 17: معتز هوساوي لاعب كرة قدم سعودي.
- 21: فهد ناجي الظفيري لاعب كرة قدم سعودي.
- 22: تركي سفياني لاعب كرة قدم سعودي.
- 23: عبد الله الطفيل لاعب كرة قدم سعودي.
- 26: سلطان الجهني لاعب كرة قدم سعودي.

### مارس
- 1: فارس العياف لاعب كرة قدم سعودي.
- 3: مصعب العتيبي لاعب كرة قدم سعودي.
- 10: عبد العزيز الذيابي لاعب كرة قدم سعودي.
- 12: عبد الله المحمد لاعب كرة قدم سعودي.
- 20: سلطان الغامدي لاعب كرة قدم سعودي.
- 25: محمد الواكد لاعب كرة قدم سعودي.
- 26: عبد الإله الفضل لاعب كرة قدم سعودي.

### أبريل
- 1: وسام وهيب لاعب كرة قدم سعودي.
- 2: فواز القرني لاعب كرة قدم سعودي.
- 7: فهد اليامي لاعب كرة قدم سعودي.
- 23:
  - صفوان هوساوي لاعب كرة قدم سعودي.
  - مؤيد أدماوي لاعب كرة قدم سعودي.
- 30: زياد المطيري لاعب كرة قدم سعودي.

### مايو
- 5: سالم الحمدان لاعب كرة قدم سعودي.
- 24: خالد الكعبي لاعب كرة قدم سعودي.
- 25: ياسر الشهراني لاعب كرة قدم سعودي.
- 27: مهند عوض لاعب كرة قدم سعودي.
- 28: عبد الإله جرمان لاعب كرة قدم سعودي.

### يونيو
- 1: فواز الخيبري لاعب كرة قدم سعودي.
- 3:
  - إبراهيم البراهيم لاعب كرة قدم سعودي.
  - خالد المقيطيب لاعب كرة قدم سعودي.
- 6: عبد الإله النصار لاعب كرة قدم سعودي.
- 9: فهد السويلم لاعب كرة قدم سعودي.
- 10: تيجاسوي براكاش
- 11: عبد الإله الفهد لاعب كرة قدم سعودي.
- 15: محمد عطية لاعب كرة قدم سعودي.
- 24: حسام الحارثي لاعب كرة قدم سعودي.

### يوليو
- 3: عبد الرحيم الدباس لاعب كرة قدم سعودي.
- 11: نوح الموسى لاعب كرة قدم سعودي.
- 16: هتان باهبري لاعب كرة قدم سعودي.
- 18: عبد الرحمن الرشيدي لاعب كرة قدم سعودي.
- 20: بدر المرشدي لاعب كرة قدم سعودي.
- 23:
  - ثنيان خالد صانع محتوى ومدون مرئي سعودي..
  - سعيد الزهراني لاعب كرة قدم سعودي.
  - نادر المولد لاعب كرة قدم سعودي.
- 25: عمر المزيعل لاعب كرة قدم سعودي.
- 27: زكريا سامي لاعب كرة قدم سعودي.

### أغسطس
- 1: طارق الكعبي لاعب كرة قدم سعودي.
- 3: عبد الله عطيف لاعب كرة قدم سعودي.
- 8: فارس الرويلي لاعب كرة قدم سعودي.
- 12: فهد المالكي لاعب كرة قدم سعودي.
- 19: عبد الله الشويعر لاعب كرة قدم سعودي.
- 27: عامر هارون لاعب كرة قدم سعودي.
- 31: ريان البقمي لاعب كرة قدم سعودي.

### سبتمبر
- 6: حسن كادش لاعب كرة قدم سعودي.
- 8: جمال محمد الظفيري لاعب كرة قدم سعودي.
- 11: خالد المغربي لاعب كرة قدم سعودي.
- 15: محمد البريك لاعب كرة قدم سعودي.
- 22: محمد آل فتيل لاعب كرة قدم سعودي.
- 30: نايف هزازي لاعب كرة قدم سعودي.

### أكتوبر
- 1: سلطان الطميحي لاعب كرة قدم سعودي.
- 5: يحيى ضبياني لاعب كرة قدم سعودي.
- 18: محمد عسيري لاعب كرة قدم سعودي.

### نوفمبر
- 2: سامر سالم لاعب كرة قدم سعودي.
- 4: ماهر هوساوي لاعب كرة قدم سعودي.
- 18: عبدالعزيز المطير لاعب كرة قدم سعودي.
- 19: متعب شراحيلي لاعب كرة قدم سعودي.

### ديسمبر
- 3: حامد فلاتة لاعب كرة قدم سعودي.
- 14: سلطان السوادي لاعب كرة قدم سعودي.
- 16: إبراهيم الحازمي لاعب كرة قدم سعودي.
- 19: عبد الله آل سالم لاعب كرة قدم سعودي.
- 25: عبد الله الحافظ لاعب كرة قدم سعودي.

## وفيات

### أبريل
- 8: الشيخ عبدالحرمن بن سعد ابن محمد الصفيان أحد أعيان مدينة الدرعية .